# Sison trifoliatum
Sison trifoliatum är en flockblommig växtart som beskrevs av André Michaux. Sison trifoliatum ingår i släktet höstpersiljor, och familjen flockblommiga växter. Inga underarter finns listade i Catalogue of Life.